# Dommartin (Nièvre)
Dommartin ist eine französische Gemeinde mit 156 Einwohnern (Stand: 1. Januar 2022) im Département Nièvre in der Region Bourgogne-Franche-Comté (vor 2016 Burgund). Sie gehört zum Arrondissement Château-Chinon (Ville) und zum Kanton Château-Chinon (bis 2015 Château-Chinon (Ville)). 

## Geographie
Dommartin liegt etwa 50 Kilometer ostnordöstlich von Nevers. Umgeben wird Dommartin von den Nachbargemeinden von Blismes im Norden, Châtin im Nordosten, Saint-Hilaire-en-Morvan im Osten, Sermages im Süden, Saint-Péreuse im Westen sowie Dun-sur-Grandry im Westen und Nordwesten.

## Bevölkerungsentwicklung
| Jahr                       | 1962 | 1968 | 1975 | 1982 | 1990 | 1999 | 2006 | 2011 | 2016 |
| Einwohner                  | 315  | 290  | 270  | 248  | 205  | 197  | 200  | 185  | 172  |
| Quellen: Cassini und INSEE |      |      |      |      |      |      |      |      |      |

## Sehenswürdigkeiten
- Kirche Saint-Martin aus dem 12. Jahrhundert
- Mühle von Couloir